# 第一次心动
《第一次心动》是由重庆卫视于2006年开始举办的大型全国真人秀节目。此节目类似于湖南卫视的超级女声和东方卫视的加油好男儿，第一次心动的不同点在于它不仅仅看你的声音质量或者好男儿的外在形象，而是通过你的声乐、形体、外表、文化、演技、机智、人气等多方面对一个人进行考察从而晋级到下一场比赛当中。
第一次心动采用三男三女共同成为决赛选手，6个会出演由重庆卫视打造，张国立导演的同名电视剧。

## 第一届
时间:2006年.

主办:重庆广播电视集团 卫视频道

协办:重视文华

年度总决选由重庆卫视在2006年12开始每周六晚8点开始现场直播.

年度六强
男三强:

李立北

王尹

王华佗

女三强

雷颖

施婷婷

方彦

## 第二届
2007年5月12日开始. 6月，张国立、刘晓庆先后宣布加入这个节目。
8月15日，中国大陆广电总局批评该节目的选拔活动有严重违规行为,“内容格调低下”,要求立即停播。
一、立即停播《第一次心动》选拔活动;
二、重庆市广播电视局和重庆电视台要对照总局关于综艺娱乐节目管理意见和群众参与的选拔类广播电视活动的若干管理规定,认真查找问题,切实吸取教训,做出深刻检查;
三、对节目策划、审查把关、行政管理及相关人员作出严肃处理。
8月17日，刘晓庆、柯以敏、杨二车娜姆三人将不再担任评委。